# José Jaime Vega Vence
José Jaime Vega Vence (Villanueva, siglo XX) es un abogado y político colombiano.
Se desempeñó como Gobernador Encargado de La Guajira.

## Biografía
Nacido en Villanueva, estudió Derecho y posee una especialización en Derecho Administrativo.
Primero trabajó como funcionario de la Gobernación de La Guajira, profesor de la Fundación Universitaria San Martín, director departamental de Caja de Compensación Familiar Campesina (Comcaja), asesor jurídico del Instituto Colombiano de Bienestar Familiar, contratista de la Federación Nacional de Departamentos y funcionario del Instituto de Seguros Sociales.
Durante la gobernación de Tania Buitrago González sirvió como contralor general de La Guajira y como secretario de apoyo a la gestión de Nemesio Raúl Roys. El 24 de agosto de 2021, tras la suspensión de Roys como gobernador por doble militancia, Vega Vence fue designado por el presidente Iván Duque Márquez como Gobernador Encargado de La Guajira, cargo que ocupó hasta el 20 de septiembre del mismo año, cuando el fallo que separaba a Roys del cargo fue anulado.
Volvió a ser designado como Gobernador Encargado de La Guajira por el presidente Iván Duque Márquez el 26 de julio de 2022, tras que la Corte Constitucional reviviera el fallo que separó a Roys de la Gobernación.Su segundo mandato concluyó el 23 de febrero de 2023, cuando el presidente Gustavo Petro designó en el cargo a Diala Patricia Wilches, proveniente de la terna propuesta por la coalición que llevó al poder a Roys.